# Alice Orlowski
Alice Elisabeth Minna Orlowski-Elling (Berlijn, 30 september 1903 – Düsseldorf, 21 mei 1976) was een Duitse vrouwelijke SS'er. In oktober 1942 werd ze Aufseherin in het concentratiekamp Majdanek, waar ze uiteindelijk "Kommandoführerin" werd. Twee jaar later werd ze overgeplaatst naar het concentratiekamp Płaszów en vervolgens naar Auschwitz-Birkenau. 
In het zogenaamde Auschwitzproces, dat plaatsvond in 1947, werd ze tot 15 jaar gevangenisstraf veroordeeld. Orlowski werd al in 1957 vervroegd vrijgelaten. In 1975 werd ze opnieuw voor de rechter gedaagd in Düsseldorf tijdens het Majdanekproces, maar ze overleed in mei 1976, voordat de rechter een uitspraak over haar had gedaan. Het Majdanekproces eindigde pas in 1981.